# Малиновка (Іскітимський район)
Малиновка (рос. Малиновка) — присілок у Іскітимському районі Новосибірської області Російської Федерації.
Входить до складу муніципального утворення Легостаєвська сільрада. Населення становить 203 особи (2010).

## Історія
Згідно із законом від 2 червня 2004 року органом місцевого самоврядування є Легостаєвська сільрада.

## Населення
| 2002 | 2007 | 2010 |
| ---- | ---- | ---- |
| 249  | ↘232 | ↘203 |